# Andreas Berchtold
Andreas Berchtold (* 3. August 1924 in Feldkirch; † 17. April 2015 ebenda) war ein österreichischer Politiker (ÖVP) und Amtsdirektor der Finanzlandesdirektion. Er war von 1974 bis 1989 Abgeordneter zum Vorarlberger Landtag und ab 1984 dessen 1. Landtagsvizepräsident.

## Ausbildung und Beruf
Berchtold besuchte nach der Volksschule Feldkirch–Altenstadt ab 1934 das Bundesgymnasium Feldkirch, wo er 1942 die Matura ablegte. Er musste ab März 1942 im Zweiten Weltkrieg seinen Militärdienst leisten und kehrte nach kurzer Kriegsgefangenschaft im Sommer 1945 aus dem Krieg zurück. Er studierte im Studienjahr 1945/46 kurzfristig an der Technischen Hochschule Graz, brach jedoch daraufhin sein Studium ab und trat im April 1946 in den Dienst der Finanzverwaltung Feldkirch. Er arbeitete für die Finanzlandesdirektion für Vorarlberg in der Abteilung für direkte Steuern und Familienlastenausgleich und wurde am 31. August 1984 als Amtsdirektor pensioniert.

## Politik
Berchtold trat 1955 dem Österreichischen Arbeitnehmerinnen- und Arbeitnehmerbund bei und wurde im selben Jahr als Mitglied der Stadtvertretung Feldkirch angelobt. Er vertrat die ÖVP zwischen 1960 und 1980 im Stadtrat und hatte im Anschluss bis 1990 das Amt des Vizebürgermeisters inne. Er fungierte daneben von 1960 bis 1980 auch als Ortsvorsteher von Feldkirch-Altstadt und schied 1990 aus der Stadtvertretung aus. Als Abgeordneter zum Landtag wurde Berchtold am 4. November 1974 angelobt. Er gehörte dem Landtag während der folgenden drei  Legislaturperioden an und schied mit dem Ende der 24. Gesetzgebungsperiode am 23. Oktober 1989 aus dem Landtag aus. Als 1. Landtagsvizepräsident des Landtags wirkte er vom 6. November 1984 bis zu seinem Ausscheiden.
Innerparteilich war er ab 1983 als Bezirksparteiobmann der ÖVP Feldkirch aktiv, zudem engagierte er sich zwischen 1974 und 1989 als Mitglied der Landesparteileitung der ÖVP Vorarlberg. Er war zudem ab 1970 Aufsichtsratsmitglied der VOGEWOSI und von 1982 bis 1991 Vorsitzender des Aufsichtsrates, von 1973 bis 1994 Mitglied des Sparkassenrates Feldkirch, 1993 Gründer des Heimatvereines Altenstadt, Mitglied bzw. Obmann des Pfarrkirchenrates Altenstadt, Obmann des Radfahrerklubs Altenstadt und Mitglied der Gewerkschaft öffentlicher Dienst.

## Privates
Berchtold wurde als Sohn des Eisenbahners Andreas Berchtold und seiner Frau Ann, geborene Mähr geboren. Er heiratete am 21. Mai 1951 Ida Larcher und wurde Vater von drei Söhnen und einer Tochter, wobei die Kinder zwischen 1954 und 1965 geboren wurden. Sein ältester Sohn Wilfried Berchtold wurde 1991 zum Feldkircher Bürgermeister gewählt.

## Auszeichnungen
- Goldenes Verdienstzeichen der Republik Österreich (1966)
- Verleihung des Berufstitels „Regierungsrat“ (1977)
- Goldenes Ehrenzeichen für Verdienste um die Republik Österreich (1984)
- Goldenes Ehrenzeichen des Landesverbandes für Tourismus (1990)
- Ehrenring der Stadt Feldkirch (1991)
- Silbernes Ehrenzeichen des Landes Vorarlberg (1991)
- Ehrennadel in Silber des Sparkassenverbandes (1992)
- Goldenes Ehrenzeichen des ÖAAB